# オブイェークト775
オブイェークト775(ロシア語: Объект 775)とは、1964年、ソビエト連邦で試験的に製作された、ミサイルを主兵装とした戦車である。
ロシア語では誘導式のミサイルでも「ロケット」と呼ぶため、「ロケット戦車(Ракетные танки)」とも呼ばれる。

## 概要
この“ロケット戦車”は極度に全高が低く低姿勢であることが特徴で、全高1.75mという、砲塔を持つ戦闘車両としては異例の低車高を実現している。2名の乗員、操縦手と砲手はいずれも砲塔内に乗車し、乗員区画はそれぞれ別個になっており、完全に独立している。砲塔右側にある操縦手席は砲塔の回転方向とは独立して旋回させることができ、特定の方向に固定することもできた。このため、操縦席は常に前方を指向し続けることができ、操縦手は主砲がどの方角に向けられていても常に前方を見て操縦できるようになっていた。
駆動装置、及び走行装置にはT-64と同一のエンジンおよびトランスミッションを用い、履帯と転輪もT-64と同一のものが流用されているが、懸架装置は油気圧式の可変型サスペンションが用いられた。
1962年から1964年にかけて開発が行われ、試作車が完成し実用試験が行われたものの、この革新的な設計の戦車が採用されることは無かった。試験で明らかになった問題として、車高が低い事と引き換えに乗員が戦場を見渡すために得られる視界が貧弱だったこと、全体的な設計の複雑さ、またミサイル誘導システムの低い信頼性が挙げられる。1968年にはディーゼルエンジンの代わりに2基のGTD-700ガスタービンエンジンを搭載した派生型のオブイェークト775T(ロシア語: Объект 775Т)が開発されて試作車が製作されたが、やはり採用はなされず、試験のみに終わった。
製作されたオブイェークト775の試作車はクビンカ戦車博物館に収蔵されて2015年現在も現存している。

## 武装
本車の主兵装はD-126 125mm施条付きロケットランチャーで、2E16 2軸式砲安定装置を備える。赤外線ビームを用いた誘導方式を持つ「Rubin」対戦車誘導ミサイルを用いたときの最大射程は4km、無誘導のロケット補助推進榴弾「Bur」を用いた時は9kmだった。
D-126は第9設計局(OKB-9)によって開発されたもので、一見すると通常の火砲に見えるが、炸薬を用いて砲弾を発射する「砲」ではなく、32条の線条を備えたロケットランチャーの一種である。6+1発を収容する回転式自動装填装置を備えた半自動式で、搭載弾薬は「Rubin」対戦車ミサイルが24発、「Bur」ロケット補助推進榴弾が48発である（資料によってはミサイル15発、ロケット22発とされている）。発射速度は「Rubin」使用時には毎分4発から5発、「Bur」使用時には毎分8発から10発となった。「Rubin」対戦車ミサイルは、射程4kmにおいて、水平から60度に配置された装甲に対し250mmの貫徹能力を持っていた。
この他、副武装として主砲右側にSGMT 7.62mm機関銃を砲同軸式に装備している。

## ギャラリー

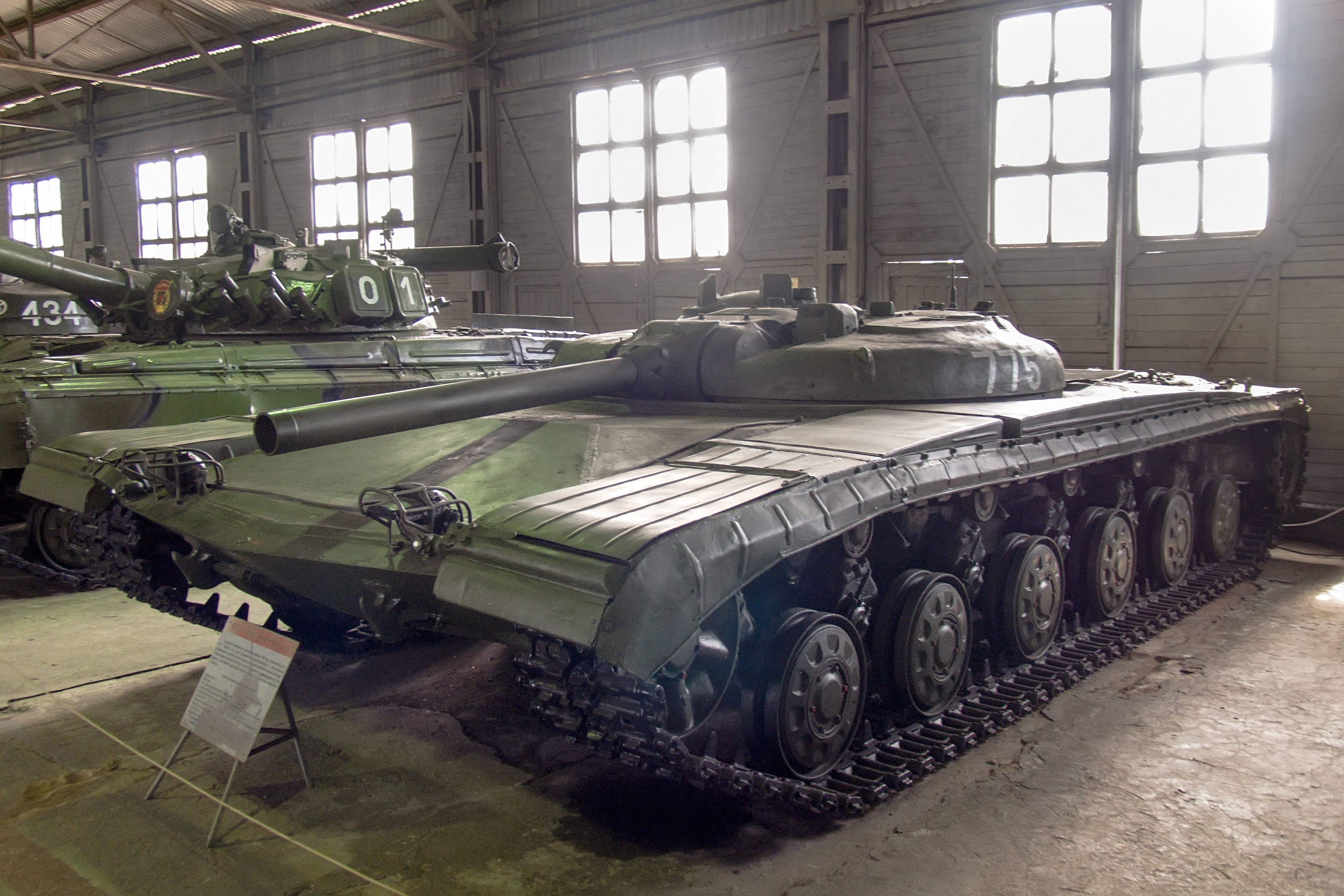
クビンカ戦車博物館に展示されている試作車
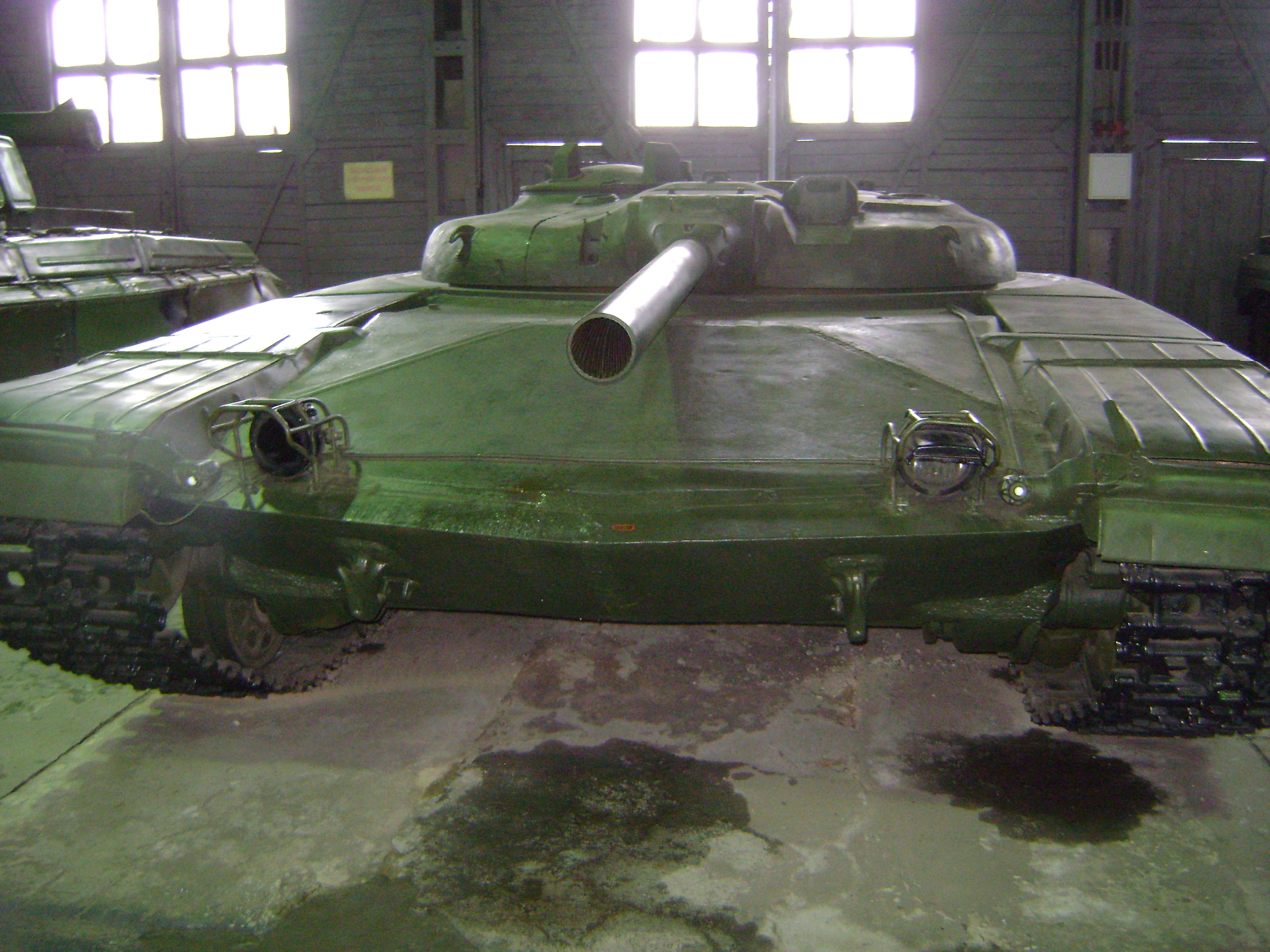
クビンカ戦車博物館に展示されている試作車 正面より

## その後
ソビエト軍では、オブィェークト775の他に、9M15 Taifun（タイフーン）対戦車ミサイルを砲塔に装備した「IT-1」、同じく9M15ミサイルをT-64のものを流用した無砲塔式の車体に2基の2A25 Molniya 73mmロケット砲と共に搭載した「Объект 287（オブイェークト287）」、ガンランチャー式の主砲を装備する「Объект 757（オブイェークト757）」といった各種の“ロケット戦車”を開発・試作したが、量産され実戦部隊に配備された車両はIT-1のみであり、IT-1も1965年より1970年の間に2個“ロケット戦車大隊”で運用されたのみである。
これは、歩兵が携行する、もしくは軽車両に搭載して運用できる軽便な対戦車ミサイルが発達すると、装甲防御力で優っているとはいえ大型・大重量の戦車車体に構造の複雑な発射装置を搭載した高価な対戦車車両を運用する利点が低下したためで、T-64やT-80に搭載される125 mm 滑腔砲より発射する9K112、9M119といったガンランチャー式の対戦車ミサイルに発展した一方で、IT-1の退役以後は“ロケット戦車”がソビエト／ロシア軍の戦闘兵器として用いられることはなかった。

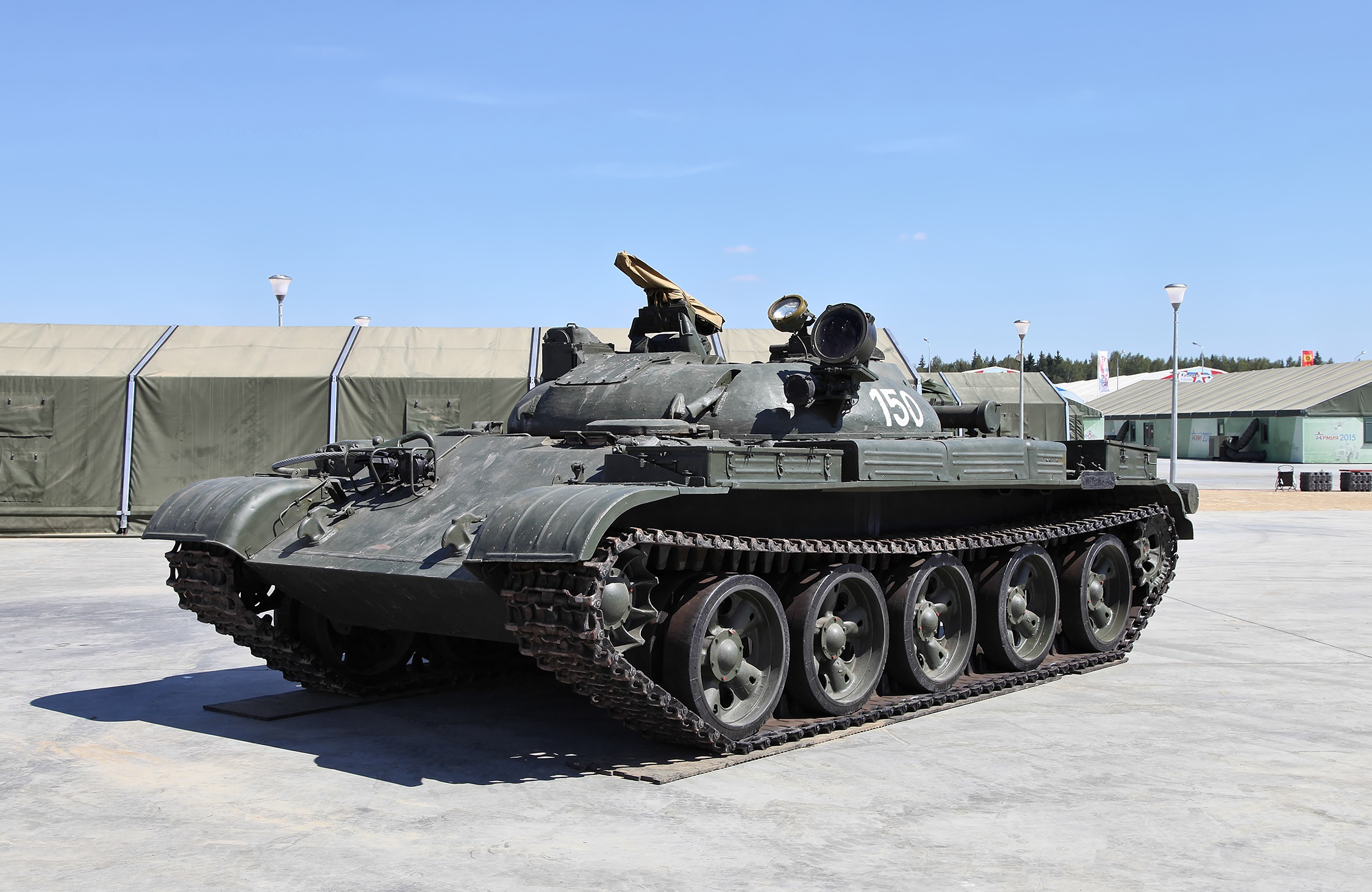
T-62戦車の車体に新設計の砲塔を搭載した“IT-1”
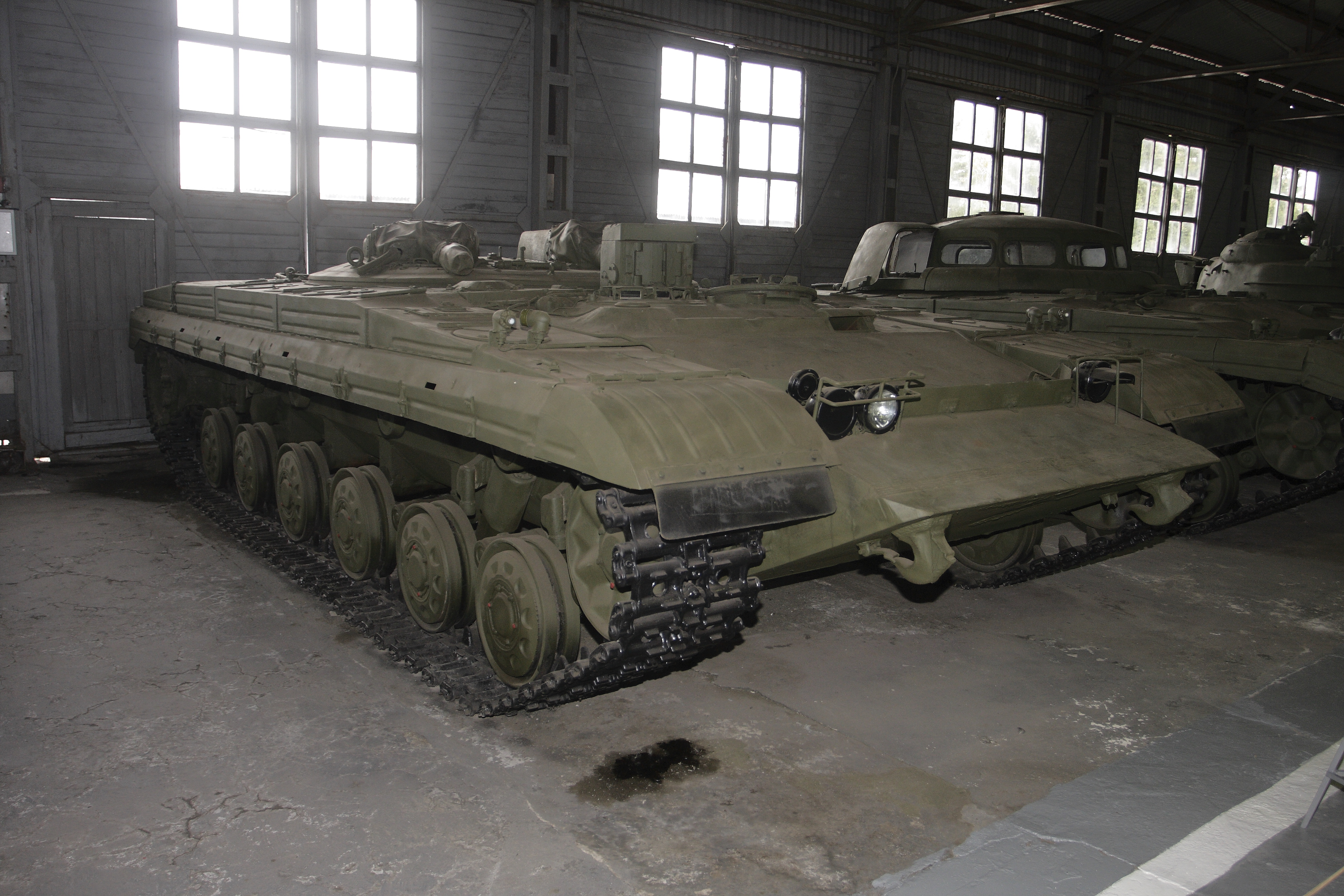
T-64戦車の車体を使用した“オブイェークト287”
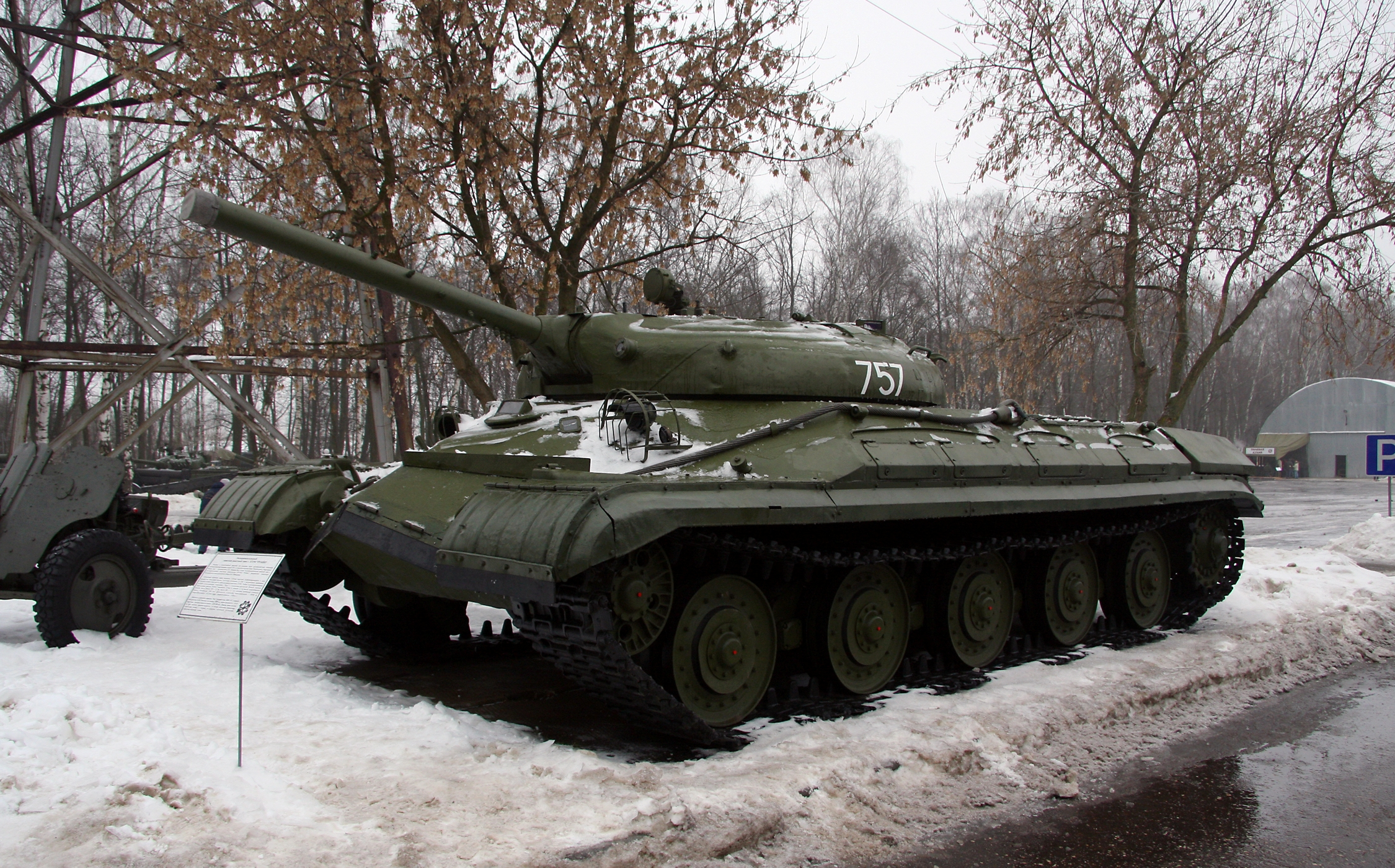
T-10重戦車の車体を改良したものに新設計の砲塔を搭載した“オブイェークト757”

## 参照元
- РАКЕТНЫЕ ТАНКИ или как прививали броне чужеродную конструкцию
- опытный ракетный танк объект 775 (музей БТТ Кубинка)
- Ракетный танк «Объект 775»